# Verdrag van Nonsuch

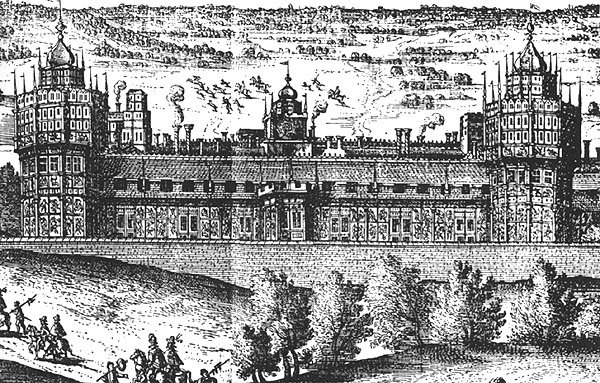
Nonsuch Palace

Het Verdrag van Nonsuch, getekend op 20 augustus 1585 door koningin Elizabeth I van Engeland en de Verenigde Provinciën, zegde Engelse steun toe aan de Nederlandse Opstand. Het was een reactie op het Verdrag van Joinville dat in januari 1585 tot stand was gekomen tussen Frankrijk en Spanje. Het werd getekend op Nonsuch Palace in  Surrey.

## Verdrag
De Verenigde Provinciën hadden al een paar maal gevraagd om Engelse hulp in hun strijd tegen Spanje, maar Elizabeths politiek was er altijd op gericht geweest geen hulp te bieden aan opstandelingen die optraden tegen een legitieme regering. Bovendien waren de Engelse strijdkrachten (legers, maar vooral de vloot) in haar ogen nog niet gereed voor een confrontatie met Spanje.
Het Verdrag van Joinville leidde ertoe dat Elizabeth haar standpunt herzag en bereid was de Provinciën te hulp te schieten. Naast angst voor de Frans-Spaanse alliantie had zij vrees dat de rooms-katholieken in Engeland aanleiding zagen om hun zaak in hun voordeel te bepleiten, c.q. te bevechten.
Het verdrag kwam erop neer dat Engelse troepen – de uiteindelijke troepenomvang bestond uit 1.000 ruiters en 6.350 soldaten – naar de Noordelijke Nederlanden kwamen in ruil voor Engelse medezeggenschap op bestuurlijk en militair terrein en de overhandiging van Brielle, het fort Rammekens en Vlissingen (in het Engels Flushing) aan de Engelsen. Voor het bestuur zou Elizabeth een gouverneur-generaal afvaardigen "wat een persoon van kwaliteit en achting zal zijn, goed geneigd tot de ware godsdienst; en onder andere goede leiders en bevelhebbers". De gouverneur kreeg een van de twee zetels die in de Raad van State ter beschikking waren gesteld aan de Engelsen. Enige tijd later stelde zij Robert Dudley, graaf van Leicester, aan in deze functie van gouverneur.

## Resultaten
Spanje beschouwde het verdrag als een oorlogsverklaring en het leidde binnen drie jaar tot de mislukte Spaanse poging Engeland binnen te vallen middels de Spaanse Armada.
Voor de opstand in de Nederlanden was de onderneming van de Engelsen geen succes. Dudley bleek niet geschikt voor zijn taak en kwam vaak in conflict met landsadvocaat Johan van Oldenbarnevelt. Na de Slag bij Warnsveld (1586), die in een nederlaag voor de Staatse en Engelse troepen eindigde, vertrok Dudley voor winterverlof naar Engeland. 
Leicester kwam in toenemende mate in conflict met de Staten van Holland en Zeeland over hun respectievelijke taken en bevoegdheden. In oktober 1587 publiceerden de Staten van Holland de Deductie van advocaat François Vranck (of Vrancken), waarin hij betoogde dat de Staten altijd soevereiniteit over hun provincie hadden gehad en dat geen graaf, koning, hertog, prins, koningin of earl ooit een beslissing kon nemen sonder advijs ende consent (zonder advies en toestemming) van de Staten. Johan van Oldenbarnevelt, gesteund door de Staten van Holland, herriep Leicesters bevel over het Staatse leger eind 1587. Begin april 1588 trad Leicester formeel af als landvoogd van de Verenigde Provinciën. Binnen twee weken vaardigden de Staten-Generaal de instructie van 12 april 1588 uit, die alle taken en bevoegdheden van Leicester overdroeg aan de Raad van State, terwijl alle ambtenaren werden ontslagen van hun eed aan Leicester en een nieuwe eed aflegden aan de Staten-Generaal. Dit betekende de formele oprichting van de Republiek.
Ondanks deze gevolgen bleef het Verdrag van Nonsuch van kracht en de Engels-Nederlandse alliantie zou slechts een paar maanden later, in juli-augustus 1588, de Spaanse Armada verslaan.
In juni 1616 werd de schuld deels ingelost of anderszins ongedaan gemaakt door onderhandelingen van Johan van Oldenbarneveldt. De pandsteden kwamen weer in handen van de Staten-Generaal der Nederlanden. Ter compensatie behield de Engelse ambassadeur Dudley Carleton een zetel in de Raad van State. De Nederlandse ambassadeur Noël de Caron was betrokken bij de opstelling en afwikkeling van het vernieuwde verdrag.